# جوایز موسیقی یوتیوب ۲۰۱۳
جوایز موسیقی یوتیوب ۲۰۱۳ (انگلیسی: 2013 YouTube Music Awards) افتتاحیه نمایش جوایز موسیقی ارائه شده توسط یوتیوب بود.

## اجرای زنده و پخش
- لیدی گاگا - مخدر
- آرکید فایر
- امینم - خدای رپ
- آویچی